# Thommo Reachea II
Thommo Reachea II (1602-1632) là vua Chân Lạp giai đoạn 1629-1632. Tên húy là Chan Ponhéa Sô hoặc Ponhea To (Cau Bana Tu).

## Tiểu sử
Ponhea là người con trai lớn nhất của vua Chey Chettha II và mẹ công chúa Anak Munang Sukriyi [Suk]. Là người sùng đạo, ông đã trở thành thầy tu nhà Phật năm 1623. Sau khi vua cha mất năm 1627, người chú ruột Prea Outey trở thành giám quốc và nhiếp chính triều đình Chân Lạp.
Ponhea rời tu viện năm 1629, và lên ngôi, ông xưng là Thommo Reachea II hay Sri Dharmaraja II. Vị vua mới này không quan tâm đến công việc của đất nước, những nỗ lực giành lại lãnh thổ đã mất về tay người Xiêm đã thất bại. Người chú Prea Outey tiếp tục nắm thực quyền điều hành đất nước.
Trước đây, lúc vua cha Chey Chettha II còn sống đã định cưới công chúa Ang Vodey (Angavathi Nha) cho hoàng tử Chan Ponhéa Sô. Nhưng chẳng may, khi nhà vua vừa mất thì chú ruột Préa Outey lại cưới nàng Công chúa này trong khi Hoàng tử còn đang ở trong tu viện.
Sau khi rời tu viện, Chan Ponhéa Sô lên ngôi và tình cờ nhà vua trẻ gặp lại nàng Ang Vodey xinh đẹp. Sau đó, cả hai đã mượn cớ đi săn bắn để gặp gỡ, nhưng không ngờ Prea Outey biết được liền đuổi theo và giết chết cả hai vào năm 1632, sau khi Sô làm vua mới được hai năm.
Nhiếp chính Outey sau đó lại lập em của Sô lên làm vua, hiệu là Ang Tong Reachea.